# Friedrich Stühmer

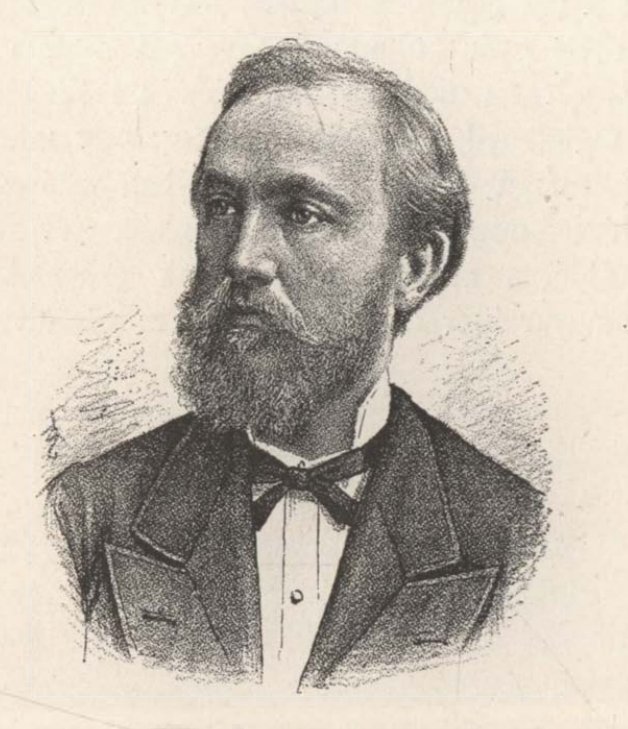
Friedrich Stühmer (1887)

Friedrich Stühmer (ungarisch Frigyes Stühmer, * 18. Dezember 1843 in Mecklenburg; † 11. Mai 1890 in Budapest) war ein deutsch-ungarischer Konditor und Süßwarenfabrikant. Er gründete die Schokoladenfabrik Stühmer in Budapest, die die erste ihrer Art in Ungarn war, und stellte als erster Szaloncukor im Großbetrieb her.

## Biographie
Nach der Mittelschule machte Friedrich Stühmer eine Lehre zum Konditor bei der Firma Schulze und Co. in Ludwigslust. Anschließend war er in Ludwigslust, Hamburg und Prag angestellt. Stühmer ließ sich 1868 im ungarischen Pest nieder, wo er die Leitung einer kleinen Süßwarenwerkstatt in der Ősz utca 8 (heute Szentkirályi utca) im Budapester Stadtteil Józsefváros übernahm. Knapp zwei Jahre später kaufte er die Werkstatt, die er bis dahin gepachtet hatte. 1879 eröffnete Stühmer ein Süßwarengeschäft in der Kecskeméti utca in der Pester Innenstadt und wurde bei der Landesausstellung in Székesfehérvár mit der Goldmedaille „für konkurrenzfähige Zuckerwaren guter Qualität“ ausgezeichnet.
Stühmer erwarb 1882 das gesamte Grundstück in der Ősz utca und errichtete dort ein neues Fabrikgebäude zur industriellen Herstellung von Schokolade. Die Fabrik, die 1883 in Betrieb ging, war die erste in Ungarn, die eine Dampfheizung und eine eigene Kesselanlage betrieb. Die hohen Investitionskosten deckte Stühmer mithilfe von Krediten und der Gewinne aus der weiterhin laufenden Konfektherstellung.
Bei der Landesausstellung in Budapest 1885 wurde Stühmer von Kaiser Franz Joseph I. mit dem „Ungarischen Verdienstkreuz mit der Krone“ ausgezeichnet. Im Jahr 1888 ließ er seine erste Schutzmarke eintragen und erhielt vom ungarischen Ministerpräsidenten die Genehmigung, das ungarische Wappen zu verwenden.
Stühmer war mit Etelka Koob (1848–1936) verheiratet; das Paar hatte sechs Kinder. Friedrich Stühmer starb 1890 im Alter von 47 Jahren in Budapest und wurde auf dem Kerepesi temető begraben.

## Nachwirken
Nach Stühmers frühem Tod übernahmen zunächst seine Witwe und sein Schwager die Leitung der Schokoladenfabrik, bevor diese seinem jüngsten Sohn Géza (1884–1978) übertragen wurde. Unter Géza Stühmer, der mit staatlicher Förderung die Produktion modernisierte, erlebte die Firma ihre wirtschaftliche Blüte. Zwischen 1920 und 1941 wurden in Ungarn 63 Stühmer-Geschäfte eröffnet, außerdem bestanden Filialen in Paris und Abbazia. 1943 nahm Stühmer ein neues Fabrikgebäude in der Vágóhíd utca in Betrieb, in dem heute noch Schokolade hergestellt wird.
In den 1920er- und 1930er-Jahren wurde Stühmer für seine kunstvoll gestalteten Schachteln und Packpapiere bekannt, die unter anderem von Gitta Mallasz entworfen wurden.
Nach dem Zweiten Weltkrieg wurde die Firma Stühmer 1948 verstaatlicht und trug fortan den Namen Budapesti Csokoládégyár („Budapester Schokoladenfabrik“). Die Rechte an der Marke Stühmer wurden in den 1980er-Jahren von einem Süßwarenladen in Eger erworben, aus dem 2004 die neu gegründete Stühmer Kft. hervorging. Diese nahm 2006 die Süßwarenproduktion in Ungarn wieder auf. Seit 2014 befinden sich der Hauptsitz und die Produktion von Stühmer in Maklár im Komitat Heves, wo auch eine Straße nach Frigyes Stühmer benannt ist.